# Eucomatocera vittata
Eucomatocera vittata är en skalbaggsart som beskrevs av White 1846. Eucomatocera vittata ingår i släktet Eucomatocera och familjen långhorningar.
Artens utbredningsområde är:
- Laos.
- Burma.
- Sri Lanka.
- Taiwan.

Inga underarter finns listade i Catalogue of Life.

## Bildgalleri

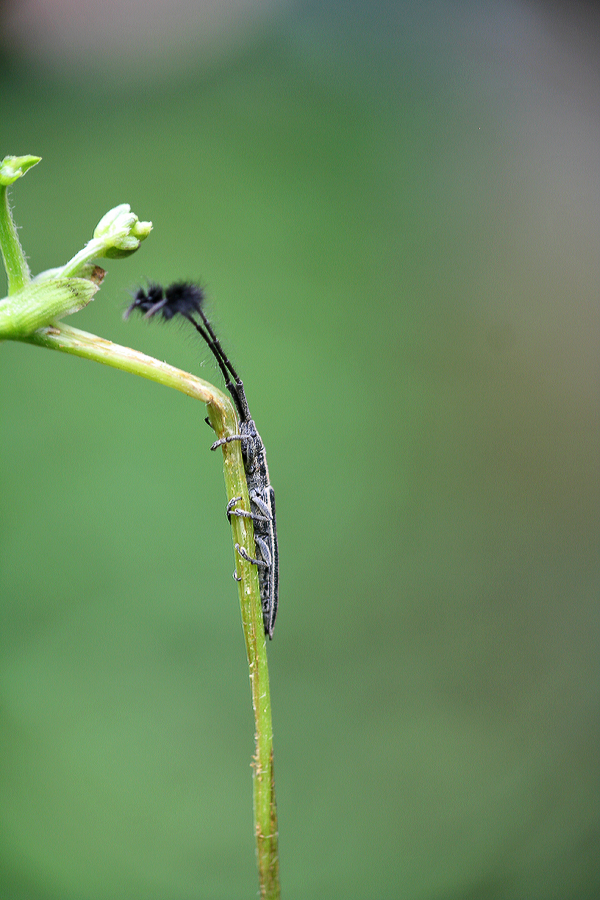